# 娜歐蜜·史考特
娜歐蜜·葛蕾絲·史考特（英語：Naomi Grace Scott，1993年5月6日—），英國女演員和歌手。斯科特最著名的角色是2019年真人版《阿拉丁》的茉莉公主，同时她也为该片原声带献声。
斯科特也出现科幻電視劇《史前新纪元》（2011年）和迪士尼青少年电影《檸檬大嘴巴》（2011年）中。她还在超级英雄電影《金剛戰士》（2017年）中扮演小晴·哈特。

## 早期生活
史考特出生於英格蘭倫敦的豪恩斯洛。她的母親烏莎·史考特（Usha Joshi Scott）是出生于烏干達的古吉拉特印度人，年轻的时候移民到英格兰，而父親克里斯·史考特（Chris Scott）則是英國人。她有一个哥哥，约书亚（Joshua）。父母都在紅橋區伍德福德的橋樑教會担任牧師。史考特参加过传教活动。并在埃塞克斯郡劳顿的达文南特基金学校就读。

## 職業生涯
史考特在桥梁教会青年乐团开始她的歌唱事业。定期在就读的达文南特基金学校表演音乐和剧情作品。之后，斯科特被来自女子组合Eternal的英国流行歌手Kéllé Bryan发掘。斯科特便同英国作曲和制作团队Xenomania一起工作
史考特的第一部主要角色作品为英國迪士尼頻道《Life Bites》。2010年，她出演2011年播出的電視電影《檸檬大嘴巴》中的Mohini "Mo" Banjaree，这是她的第一個美国作品角色。同年，她加入Fox科幻電視劇《史前新纪元》的演出，但該劇並未續訂第二季。
2014年8月，史考特獨立發行了首張迷你專輯《Invisible Division》。2015年，史考特在雷德利·斯科特的电影《火星救援》中扮演Ryoko，尽管在正片中她的绝大部分戏份被剪。当年，《Screen International》杂志把史考特选为2015年的明日之星。2015年10月7日，史考特加入改編自電視劇《金剛戰士》的重啟版電影中，飾演小晴·哈特／粉紅戰士。这部电影在2017年3月24日上映，并为史考特赢得了她第一个青少年选择奖的提名。
2018年，索尼影视娱乐确认娜歐蜜将和克里斯汀·斯图尔特以及埃拉·巴林斯卡出演伊丽莎白·班克斯导演的重启版《霹雳娇娃》特工三人组。
2019年，真人版《阿拉丁》电影上映，史考特在当中扮演茉莉公主。

## 個人生活
2014年6月，史考特嫁給了交往四年的足球運動員佐敦·史賓斯。

## 争议

### 第94届奥斯卡金像奖动画玩笑事件
第94届奥斯卡金像奖的颁奖典礼上，史考特和曾参演《仙履奇缘》的莉莉·詹姆斯、《小美人鱼》的海莉·贝莉颁发该届最佳动画片奖，三者在开场白中表示动画片对“看过一遍又一遍”的孩子来说是“走过场”，其中史考特还补充说：“我都觉得有些家长明白我们说什么。”，连作为主持人的艾米·舒默亦称：“因为我的孩子，我唯一看过的动画只有《魔法满屋》。”。相关言论被动画产业人士严厉批评，认为是在延续动画电影仅限儿童观看的观点，而没看到行业自疫情以来持续不断为好莱坞贡献内容及收入。该届奥斯卡金像奖更具争议的是，提名作品主要面向儿童的最佳动画短片奖未在电视转播中颁发。相关言论在动画产业从业者掀起“动画产业新政”（NewDeal4Animation）运动，要求取得和真人电影业者同等报酬、同等待遇和同等认可的背景下出现，同時美国电影艺术与科学学会的做法被指是在蔑视动画、抹杀从业者的诉求。提名作品《智能大反攻》的制片人菲爾·洛德在推特反讽道：“把动画定义为孩子看、大人忍受的东西，简直是太酷了。”随后，影片官方社交媒体发表“动画是电影”（Animation IS cinema）的图片应和。

## 影视作品

### 電影
| 年份 | 標題                | 角色                 | 附註 |
| ---- | ------------------- | -------------------- | ---- |
| 2013 | Modern/Love         | Harper               | 短片 |
| 2013 | Our Lady of Lourdes | Lourdes              | 短片 |
| 2014 | Hello, Again        | Maura                | 短片 |
| 2015 | 《33：重生奇蹟》    | Escarlette Sepulveda |      |
| 2015 | 《絕地救援》        | Ryoko                |      |
| 2017 | 《金剛戰士》        | 小晴·哈特／粉紅戰士  |      |
| 2019 | 《阿拉丁》          | 茉莉公主             |      |
| 2019 | 《霹靂嬌娃》        | Elena Houghlin       |      |
| 2024 | 《遙遠之處》        | Naomi Calloway       |      |
| 2024 | 《微笑2》           | Skye Riley           |      |

### 電視
| 年份      | 標題             | 角色                 | 附註            |
| --------- | ---------------- | -------------------- | --------------- |
| 2008–2009 | Life Bites       | Megan                | 主要演員        |
| 2011      | 《檸檬大嘴巴》   | Mohini "Mo" Banjaree | 電視電影        |
| 2011      | 《史前新纪元》   | Maddy Shannon        | 主要演員        |
| 2013      | 《天網恢恢》     | Vanessa Velasquez    | 第1季第3集      |
| 2015–2016 | 《督察員劉易斯》 | Sahira Desai         | 常駐演員；第9季 |
| 2022      | 《東京摩登情愛》 | Emma                 | 1集             |
| 2022      | 《醜聞真相》     | Olivia Lytton        | 主要演員        |

## 音乐作品

### 迷你专辑
- Invisible Division (2014)[11]
- Promises (2016)[24]

### 单曲
主唱单曲
| 年份 | 歌曲                             | 专辑                   |
| ---- | -------------------------------- | ---------------------- |
| 2014 | 《Motions》                      | 《Invisible Division》 |
| 2016 | 《Lover's Lies》                 | 《Promises》           |
| 2017 | 《Vows》                         | 《Vows》               |
| 2018 | 《Irrelevant》 (尼克·布鲁尔伴唱) | 《Vows》               |
| 2018 | 《So Low》/《Undercover》        | 待公布                 |

伴唱单曲
| 2011                                               | 《Breakthrough》 (和其他《柠檬大嘴巴》演员)         | 88 | 11 | 200 | 《柠檬大嘴巴》         |
| 2014                                               | 《Fall From Here》 (尼克·布鲁尔, 娜奥米·史考特伴唱) | —  | —  | —   | 《Four Miles Further》 |
| "—" 表示该单曲没有进入排行榜或者没有在该地区发行。 |                                                     |    |    |     |                        |

### 其他单曲
| 年份 | 歌曲                      | 其他表演者         | 专辑             |
| ---- | ------------------------- | ------------------ | ---------------- |
| 2011 | 《She's So Gone》         | 待公布             | 《柠檬大嘴巴》   |
| 2011 | 《More Than a Band》      | 《柠檬大嘴巴》卡司 | 《柠檬大嘴巴》   |
| 2011 | 《Livin' on a High Wire》 | 《柠檬大嘴巴》卡司 | 《柠檬大嘴巴》   |
| 2019 | 《Speechless (Part 1)》   | 待公布             | 《阿拉丁》原声带 |
| 2019 | 《A Whole New World》     | 梅纳·玛索德        | 《阿拉丁》原声带 |
| 2019 | 《Speechless (Part 2)》   | 待公布             | 《阿拉丁》原声带 |
| 2019 | 《Speechless (Full)》     | 待公布             | 《阿拉丁》原声带 |

### MV
| 年份     | 歌曲               | 表演者        | 导演          | 备注   |
| 主演     | 主演               | 主演          | 主演          | 主演   |
| -------- | ------------------ | ------------- | ------------- | ------ |
| 2014     | 《Motions》        | 娜奥米·史考特 | 彼得·謝夫奇克 | [ 32 ] |
| 2017     | 《Lover's Lies》   | 娜奥米·史考特 | 丹尼尔·卡明斯 | [ 33 ] |
| 2017     | 《Vows》           | 娜奥米·史考特 | 娜奥米·史考特 | [ 34 ] |
| 2019     | 《Speechless》     | 娜奥米·史考特 |               | [ 35 ] |
| 主要角色 |                    |               |               |        |
| 2014     | 《Fall From Here》 | 尼克·布鲁尔   | 馬修·沃克     | [ 36 ] |
| 客串     |                    |               |               |        |
| 2013     | 《Hurricane》      | 布莉琪·門德勒 | 罗伯特·霍尔斯 | [ 37 ] |

## 奖项
| 年份 | 提名作品 | 奖项         | 类别           | 结果 | 注释   |
| ---- | -------- | ------------ | -------------- | ---- | ------ |
| 2017 | 金剛戰士 | 青少年选择奖 | 科幻片女演员   | 提名 | [ 38 ] |
| 2019 | 阿拉丁   | 青少年选择奖 | 科幻片女演员   | 獲獎 | [ 39 ] |
| 2019 | 阿拉丁   | 土星奖       | 最佳電影女配角 | 提名 | [ 40 ] |

## 外部連結
- 娜歐蜜·史考特在互联网电影资料库（IMDb）上的資料（英文）
- 娜歐蜜·史考特的X（前Twitter）
- 娜歐蜜·史考特的Facebook專頁
- 娜歐蜜·史考特的Instagram帳戶